# Vajszló
Vajszló [vajsló] (chorvatsky Vajslovo) je velká obec v Maďarsku v župě Baranya, spadající pod okres Sellye. Nachází se asi 9 km jihovýchodně od Sellye. V roce 2015 zde žilo 1 709 obyvatel. Dle údajů z roku 2011 tvoří 93,3 % obyvatelstva Maďaři, 5,6 % Romové, 1,7 % Chorvati, 0,6 % Rumuni a 0,4 % Němci, přičemž 6,6 % obyvatel se ke své národnosti nevyjádřilo.

## Sousední obce
| Růžice kompasu | Besence   |         | Páprád        | Růžice kompasu |
| Růžice kompasu | Nagycsány | Sever   | Sámod         | Růžice kompasu |
| Růžice kompasu | Nagycsány | Vajszló | Sámod         | Růžice kompasu |
| Růžice kompasu | Nagycsány | Jih     | Sámod         | Růžice kompasu |
| Růžice kompasu | Lúzsok    | Hirics  | Baranyahídvég | Růžice kompasu |